# Olympische Sommerspiele 2020/Schwimmen – 100 m Freistil (Männer)
Der Schwimmwettkampf über 100 Meter Freistil der Männer bei den Olympischen Spielen 2020 wurde in Tokio vom 27. bis 29. Juli 2021 im Tokyo Aquatics Centre ausgetragen.

## Rekorde
Vor Beginn der Olympischen Spiele waren folgende Rekorde gültig.
| Weltrekord         | César Cielo Filho | 46,91 s | Rom, Italien  | 30. Juli 2009   |
| Olympischer Rekord | Eamon Sullivan    | 47,05 s | Peking, China | 13. August 2008 |

Während der Olympischen Spiele wurde folgender Rekord gebrochen:
| Olympischer Rekord | Caeleb Dressel | 47,02 s | Tokio, Japan | 29. Juli 2021 |

## Vorlauf

### Vorlauf 1
| Platz | Name                | Nation    | Zeit        | Anmerkung |
| ----- | ------------------- | --------- | ----------- | --------- |
| 1     | Alexander Shah      | Nepal     | 53,41 s     | NR        |
| 2     | Olt Kondirolli      | Kosovo    | 54,33 s     |           |
| 3     | Yazan al-Bawwab     | Palästina | 54,51 s     |           |
| 4     | Andrew Fowler       | Guyana    | 55,23 s     |           |
| 5     | Sangay Tenzin       | Bhutan    | 57,57 s     |           |
| 6     | Mubal Azzam Ibrahim | Malediven | 58,37 s     |           |
| 7     | Edgar Iro           | Salomonen | 1:00,13 min |           |

### Vorlauf 2
| Platz | Name                       | Nation     | Zeit    | Anmerkung |
| ----- | -------------------------- | ---------- | ------- | --------- |
| 1     | Danilo Rosafio             | Kenia      | 52,54 s |           |
| 2     | Jagger Stephens            | Guam       | 52,72 s |           |
| 3     | Delron Felix               | Grenada    | 52,99 s |           |
| 4     | Mathieu Marquet            | Mauritius  | 53,56 s |           |
| 5     | Boško Radulović            | Montenegro | 53,60 s |           |
| 6     | Syed Muhammad Haseeb Tariq | Pakistan   | 53,81 s |           |
| 7     | Atuhaire Ambala            | Uganda     | 54,23 s |           |
| 8     | Belly-Crésus Ganira        | Burundi    | 54,33 s | NR        |

### Vorlauf 3
| Platz | Name                | Nation                       | Zeit    | Anmerkung |
| ----- | ------------------- | ---------------------------- | ------- | --------- |
| 1     | Mokhtar Al-Yamani   | Jemen                        | 50,52 s | NR        |
| 2     | Andrew Chetcuti     | Malta                        | 51,47 s |           |
| 3     | Yousuf al-Matrooshi | Vereinigte Arabische Emirate | 51,50 s |           |
| 4     | Stefano Mitchell    | Antigua und Barbuda          | 51,64 s |           |
| 5     | Kledi Kadiu         | Albanien                     | 51,65 s |           |
| 6     | Issa Al-Adawi       | Oman                         | 51,81 s |           |
| 7     | Jean-Luc Zephir     | St. Lucia                    | 51,94 s |           |
| 8     | Miguel Mena         | Nicaragua                    | 51,99 s |           |

### Vorlauf 4
| Platz | Name                 | Nation     | Zeit    | Anmerkung |
| ----- | -------------------- | ---------- | ------- | --------- |
| 1     | Ian Ho               | Hongkong   | 49,49 s |           |
| 2     | Artur Barseghjan     | Armenien   | 49,78 s | NR        |
| 3     | Nikolas Antoniou     | Zypern     | 50,00 s |           |
| 4     | Khurshidjon Tursunov | Usbekistan | 50,14 s |           |
| 5     | Peter Wetzlar        | Simbabwe   | 50,31 s | NR        |
| 6     | Samy Boutouil        | Marokko    | 50,37 s |           |
| 7     | Ari-Pekka Liukkonen  | Finnland   | 50,48 s |           |
| 8     | Matthew Abeysinghe   | Sri Lanka  | 50,62 s |           |

### Vorlauf 5
| Platz | Name             | Nation                  | Zeit    | Anmerkung |
| ----- | ---------------- | ----------------------- | ------- | --------- |
| 1     | Nikola Miljenić  | Kroatien                | 49,25 s |           |
| 2     | Ali Khalafalla   | Ägypten                 | 49,31 s |           |
| 2     | Mikel Schreuders | Aruba                   | 49,31 s |           |
| 4     | Alberto Mestre   | Venezuela               | 49,44 s |           |
| 5     | Luke Gebbie      | Philippinen             | 49,64 s | NR        |
| 6     | Joseph Schooling | Singapur                | 49,84 s |           |
| 7     | Ben Hockin       | Paraguay                | 50,41 s |           |
| 8     | Emir Muratović   | Bosnien und Herzegowina | 50,43 s |           |

### Vorlauf 6
| Platz | Name             | Nation              | Zeit    | Anmerkung |
| ----- | ---------------- | ------------------- | ------- | --------- |
| 1     | Jacob Whittle    | Großbritannien      | 48,44 s |           |
| 2     | Stan Pijnenburg  | Niederlande         | 48,53 s |           |
| 3     | Dylan Carter     | Trinidad und Tobago | 48,66 s |           |
| 4     | Damian Wierling  | Deutschland         | 48,83 s |           |
| 5     | Robin Hanson     | Schweden            | 49,07 s |           |
| 6     | Meiron Cheruti   | Israel              | 49,26 s |           |
| 7     | Gabriel Santos   | Brasilien           | 49,33 s |           |
| 8     | Oussama Sahnoune | Algerien            | 49,65 s |           |

### Vorlauf 7
| Platz | Name               | Nation             | Zeit    | Anmerkung |
| ----- | ------------------ | ------------------ | ------- | --------- |
| 1     | Kliment Kolesnikow | ROC                | 47,89 s |           |
| 2     | Hwang Sun-woo      | Südkorea           | 47,97 s | NR        |
| 3     | Zach Apple         | Vereinigte Staaten | 48,16 s |           |
| 4     | Joshua Liendo      | Kanada             | 48,34 s |           |
| 5     | Roman Mityukov     | Schweiz            | 48,43 s |           |
| 6     | Apostolos Christou | Griechenland       | 48,50 s |           |
| 7     | Szebasztián Szabó  | Ungarn             | 48,51 s |           |
| 8     | Mehdy Metella      | Frankreich         | 48,68 s |           |

### Vorlauf 8
| Platz | Name             | Nation                 | Zeit    | Anmerkung |
| ----- | ---------------- | ---------------------- | ------- | --------- |
| 1     | Kyle Chalmers    | Australien             | 47,77 s |           |
| 2     | Andrei Minakow   | ROC                    | 48,00 s |           |
| 3     | Yuri Kisil       | Kanada                 | 48,15 s |           |
| 4     | Maxime Grousset  | Frankreich             | 48,25 s |           |
| 5     | Andrej Barna     | Serbien                | 48,30 s |           |
| 6     | He Junyi         | China                  | 48,50 s |           |
| 7     | Pedro Spajari    | Brasilien              | 48,74 s |           |
|       | Matthew Richards | Vereinigtes Königreich | DNS     |           |

### Vorlauf 9
| Platz | Name               | Nation             | Zeit    | Anmerkung |
| ----- | ------------------ | ------------------ | ------- | --------- |
| 1     | Thomas Ceccon      | Italien            | 47,71 s |           |
| 2     | Caeleb Dressel     | Vereinigte Staaten | 47,73 s |           |
| 3     | Alessandro Miressi | Italien            | 47,83 s |           |
| 4     | David Popovici     | Rumänien           | 48,03 s |           |
| 5     | Nándor Németh      | Ungarn             | 48,11 s |           |
| 6     | Katsumi Nakamura   | Japan              | 48,48 s |           |
| 7     | Cameron McEvoy     | Australien         | 48,72 s |           |
| 8     | Serhij Schewzow    | Ukraine            | 49,55 s |           |

## Halbfinale

### Lauf 1
| Platz | Name               | Nation             | Zeit    | Anmerkung |
| ----- | ------------------ | ------------------ | ------- | --------- |
| 1     | Caeleb Dressel     | Vereinigte Staaten | 47,23 s |           |
| 2     | Alessandro Miressi | Italien            | 47,52 s |           |
| 3     | Hwang Sun-woo      | Südkorea           | 47,56 s | AS        |
| 4     | David Popovici     | Rumänien           | 47,72 s |           |
| 5     | Maxime Grousset    | Frankreich         | 47,82 s |           |
| 6     | Jacob Whittle      | Großbritannien     | 48,11 s |           |
| 7     | Joshua Liendo      | Kanada             | 48,19 s |           |
| 8     | Yuri Kisil         | Kanada             | 48,31 s |           |

### Lauf 2
| Platz | Name               | Nation             | Zeit    | Anmerkung |
| ----- | ------------------ | ------------------ | ------- | --------- |
| 1     | Kliment Kolesnikow | ROC                | 47,11 s | ER        |
| 2     | Kyle Chalmers      | Australien         | 47,80 s |           |
| 3     | Nándor Németh      | Ungarn             | 47,81 s | NR        |
| 4     | Andrej Barna       | Serbien            | 47,94 s | NR        |
| 5     | Andrei Minakow     | ROC                | 48,03 s |           |
| 6     | Zach Apple         | Vereinigte Staaten | 48,04 s |           |
| 7     | Thomas Ceccon      | Italien            | 48,05 s |           |
| 8     | Roman Mityukov     | Schweiz            | 48,53 s |           |

## Finale
29. Juli
| Platz | Name               | Nation             | Zeit    | Anmerkung |
| ----- | ------------------ | ------------------ | ------- | --------- |
| 1     | Caeleb Dressel     | Vereinigte Staaten | 47,02 s | OR        |
| 2     | Kyle Chalmers      | Australien         | 47,08 s |           |
| 3     | Kliment Kolesnikow | ROC                | 47,44 s |           |
| 4     | Maxime Grousset    | Frankreich         | 47,72 s |           |
| 5     | Hwang Sun-woo      | Südkorea           | 47,82 s |           |
| 6     | Alessandro Miressi | Italien            | 47,86 s |           |
| 7     | David Popovici     | Rumänien           | 48,04 s |           |
| 8     | Nándor Németh      | Ungarn             | 48,10 s |           |